# Eumeella perdives
Eumeella perdives là một loài ruồi trong họ Tachinidae.